# سالادا تي
سالادا تي Salada Tea هي علامة تجارية للشاي، تبيعها في  الولايات المتحدة سكة سالادا فودز وهي قسم من شركة ريدكو فودز، وفي  كندا شركة يونيليفر. 
أسسها بيتر لاركن في عام 1892 في مدينة مونتريال الكندية.
وفي عام 1917 كانت شعبية المنتج كبيرة في الولايات المتحدة، حتى أنه أنشأ مقراً للشركة في بوسطن في ماساتشوستس. 